# Mistrovství Evropy v házené mužů 2024
Mistrovství Evropy v házené mužů 2024 byl 16. ročník evropského šampionátu, který se konal od 10. do 28. ledna 2024 v Německu. 

## Místa konání
| Düsseldorf                           | Frederikshavn Hamburk Berlín Mnichov Kolín nad Rýnem Mannheim Düsseldorf Pořadatelská města ME v házené mužů 2024 | Kolín nad Rýnem                 |
| ------------------------------------ | --- | ------------------------------- |
| Merkur Spiel-Arena kapacita: 54 600  | Frederikshavn Hamburk Berlín Mnichov Kolín nad Rýnem Mannheim Düsseldorf Pořadatelská města ME v házené mužů 2024 | Lanxess Arena kapacita: 19 750  |
|                                      | Frederikshavn Hamburk Berlín Mnichov Kolín nad Rýnem Mannheim Düsseldorf Pořadatelská města ME v házené mužů 2024 |                                 |
| Berlín                               | Frederikshavn Hamburk Berlín Mnichov Kolín nad Rýnem Mannheim Düsseldorf Pořadatelská města ME v házené mužů 2024 | Hamburk                         |
| Mercedes-Benz Arena kapacita: 14 800 | Frederikshavn Hamburk Berlín Mnichov Kolín nad Rýnem Mannheim Düsseldorf Pořadatelská města ME v házené mužů 2024 | Barclays Arena kapacita: 13 300 |
|                                      | Frederikshavn Hamburk Berlín Mnichov Kolín nad Rýnem Mannheim Düsseldorf Pořadatelská města ME v házené mužů 2024 |                                 |
| Mannheim                             | Frederikshavn Hamburk Berlín Mnichov Kolín nad Rýnem Mannheim Düsseldorf Pořadatelská města ME v házené mužů 2024 | Mnichov                         |
| SAP Arena kapacita: 13 200           | Frederikshavn Hamburk Berlín Mnichov Kolín nad Rýnem Mannheim Düsseldorf Pořadatelská města ME v házené mužů 2024 | Olympiahalle kapacita: 12 150   |
|                                      | Frederikshavn Hamburk Berlín Mnichov Kolín nad Rýnem Mannheim Düsseldorf Pořadatelská města ME v házené mužů 2024 |                                 |

## Základní skupiny
Všechny časy jsou místní (UTC+1). 

### Skupina A
| Poř. | tým               | Z | V | R | P | VB | OB  | +/− | B | výsledek                        |
| ---- | ----------------- | - | - | - | - | -- | --- | --- | - | ------------------------------- |
| 1.   | Francie           | 3 | 2 | 1 | 0 | 98 | 85  | +13 | 5 | postup do čtvrtfinálové skupiny |
| 2.   | Německo           | 3 | 2 | 0 | 1 | 91 | 72  | +19 | 4 | postup do čtvrtfinálové skupiny |
| 3.   | Severní Makedonie | 3 | 1 | 0 | 2 | 83 | 100 | -17 | 2 |                                 |
| 4.   | Švýcarsko         | 3 | 0 | 1 | 2 | 67 | 82  | -15 | 1 |                                 |

| 10. ledna 2024 18:00 | Francie  | 39–29   | Severní Makedonie | Merkur Spiel-Arena, Düsseldorf Počet diváků: 53 586 Rozhodčí: Mirza Kurtagic, Mattias Wetterwik |
| 10. ledna 2024 18:00 | Descat 7 | (17–13) | Peševski 7        | Merkur Spiel-Arena, Düsseldorf Počet diváků: 53 586 Rozhodčí: Mirza Kurtagic, Mattias Wetterwik |
| 10. ledna 2024 18:00 | Report   |         |                   | Merkur Spiel-Arena, Düsseldorf Počet diváků: 53 586 Rozhodčí: Mirza Kurtagic, Mattias Wetterwik |

| 10. ledna 2024 20:45 | Německo | 27–14  | Švýcarsko | Merkur Spiel-Arena, Düsseldorf Počet diváků: 53 586 Rozhodčí: Jesper Madsen, Mads Hansen |
| 10. ledna 2024 20:45 | Knorr 6 | (13–8) | Rubin 4   | Merkur Spiel-Arena, Düsseldorf Počet diváků: 53 586 Rozhodčí: Jesper Madsen, Mads Hansen |
| 10. ledna 2024 20:45 | 2× 1×   | Report | 3× 1×     | Merkur Spiel-Arena, Düsseldorf Počet diváků: 53 586 Rozhodčí: Jesper Madsen, Mads Hansen |

| 14. ledna 2024 18:00 | Švýcarsko | 26–26   | Francie | Mercedes-Benz Arena, Berlín Počet diváků: 13 571 Rozhodčí: Amar Konjičanin, Dino Konjičanin |
| 14. ledna 2024 18:00 | Laube 9   | (14–14) | Mem 7   | Mercedes-Benz Arena, Berlín Počet diváků: 13 571 Rozhodčí: Amar Konjičanin, Dino Konjičanin |
| 14. ledna 2024 18:00 | 3× 1×     | Report  | 2× 1×   | Mercedes-Benz Arena, Berlín Počet diváků: 13 571 Rozhodčí: Amar Konjičanin, Dino Konjičanin |

| 14. ledna 2024 18:00 | Severní Makedonie | 25–34   | Německo  | Mercedes-Benz Arena, Berlín Počet diváků: 13 571 Rozhodčí: Daniel Martins, Roberto Martins |
| 14. ledna 2024 18:00 | Kosteski 6        | (13–18) | Knorr 10 | Mercedes-Benz Arena, Berlín Počet diváků: 13 571 Rozhodčí: Daniel Martins, Roberto Martins |
| 14. ledna 2024 18:00 | 5×                | Report  | 1×       | Mercedes-Benz Arena, Berlín Počet diváků: 13 571 Rozhodčí: Daniel Martins, Roberto Martins |

| 16. ledna 2024 18:00 | Severní Makedonie | 29–27  | Švýcarsko | Mercedes-Benz Arena, Berlín Počet diváků: 13 571 Rozhodčí: Igor Covalciuc, Alexei Covalciuc |
| 16. ledna 2024 18:00 | Kosteski, Mitev 5 | (13–9) | Schmid 12 | Mercedes-Benz Arena, Berlín Počet diváků: 13 571 Rozhodčí: Igor Covalciuc, Alexei Covalciuc |
| 16. ledna 2024 18:00 | 2× 1×             | Report | 1×        | Mercedes-Benz Arena, Berlín Počet diváků: 13 571 Rozhodčí: Igor Covalciuc, Alexei Covalciuc |

| 16. ledna 2024 20:30 | Francie     | 33–30   | Německo | Mercedes-Benz Arena, Berlín Počet diváků: 13 571 Rozhodčí: Václav Horáček, Jiří Novotný |
| 16. ledna 2024 20:30 | Mahé, Mem 5 | (17–15) | Knorr 8 | Mercedes-Benz Arena, Berlín Počet diváků: 13 571 Rozhodčí: Václav Horáček, Jiří Novotný |
| 16. ledna 2024 20:30 | 2×          | Report  | 2× 1×   | Mercedes-Benz Arena, Berlín Počet diváků: 13 571 Rozhodčí: Václav Horáček, Jiří Novotný |

### Skupina B
| Poř. | tým        | Z | V | R | P | VB | OB | +/− | B | výsledek                        |
| ---- | ---------- | - | - | - | - | -- | -- | --- | - | ------------------------------- |
| 1.   | Chorvatsko | 3 | 2 | 1 | 0 | 98 | 82 | +16 | 5 | postup do čtvrtfinálové skupiny |
| 2.   | Rakousko   | 3 | 1 | 2 | 0 | 92 | 85 | +7  | 4 | postup do čtvrtfinálové skupiny |
| 3.   | Španělsko  | 3 | 1 | 1 | 1 | 98 | 96 | +2  | 3 |                                 |
| 4.   | Rumunsko   | 3 | 0 | 0 | 3 | 73 | 98 | -25 | 0 |                                 |

| 12. ledna 2024 18:00 | Rakousko  | 31–24   | Rumunsko   | SAP Arena, Mannheim Počet diváků: 13 293 Rozhodčí: Lars Jørum, Håvard Kleven |
| 12. ledna 2024 18:00 | Frimmel 6 | (15–14) | Grigoraș 6 | SAP Arena, Mannheim Počet diváků: 13 293 Rozhodčí: Lars Jørum, Håvard Kleven |
| 12. ledna 2024 18:00 | 2×        | Report  | 3× 1× 2×   | SAP Arena, Mannheim Počet diváků: 13 293 Rozhodčí: Lars Jørum, Håvard Kleven |

| 12. ledna 2024 20:30 | Španělsko | 29–39   | Chorvatsko             | SAP Arena, Mannheim Počet diváků: 13 293 Rozhodčí: Václav Horáček, Jiří Novotný |
| 12. ledna 2024 20:30 | Gómez 8   | (14–18) | Martinović, Šoštarič 8 | SAP Arena, Mannheim Počet diváků: 13 293 Rozhodčí: Václav Horáček, Jiří Novotný |
| 12. ledna 2024 20:30 | 1×        | Report  | 2×                     | SAP Arena, Mannheim Počet diváků: 13 293 Rozhodčí: Václav Horáček, Jiří Novotný |

| 14. ledna 2024 18:00 | Rumunsko       | 24–36   | Španělsko | SAP Arena, Mannheim Počet diváků: 13 293 Rozhodčí: Bojan Lah, David Sok |
| 14. ledna 2024 18:00 | Dedu, Nistor 4 | (12–17) | Gómez 8   | SAP Arena, Mannheim Počet diváků: 13 293 Rozhodčí: Bojan Lah, David Sok |
| 14. ledna 2024 18:00 | 2× 1×          | Report  | 1×        | SAP Arena, Mannheim Počet diváků: 13 293 Rozhodčí: Bojan Lah, David Sok |

| 14. ledna 2024 20:30 | Chorvatsko | 28–28   | Rakousko | SAP Arena, Mannheim Počet diváků: 13 293 Rozhodčí: Mads Hansen, Jesper Madsen |
| 14. ledna 2024 20:30 | Šoštarič 6 | (14–12) | Bilyk 7  | SAP Arena, Mannheim Počet diváků: 13 293 Rozhodčí: Mads Hansen, Jesper Madsen |
| 14. ledna 2024 20:30 | 3×         | Report  | 4× 1×    | SAP Arena, Mannheim Počet diváků: 13 293 Rozhodčí: Mads Hansen, Jesper Madsen |

| 16. ledna 2024 18:00 | Chorvatsko | 31–25   | Rumunsko | SAP Arena, Mannheim Počet diváků: 13 293 Rozhodčí: Amar Konjičanin, Dino Konjičanin |
| 16. ledna 2024 18:00 | Klarica 7  | (16–12) | Negru 9  | SAP Arena, Mannheim Počet diváků: 13 293 Rozhodčí: Amar Konjičanin, Dino Konjičanin |
| 16. ledna 2024 18:00 | 4× 1×      | Report  | 5× 1×    | SAP Arena, Mannheim Počet diváků: 13 293 Rozhodčí: Amar Konjičanin, Dino Konjičanin |

| 16. ledna 2024 20:30 | Španělsko | 33–33   | Rakousko | SAP Arena, Mannheim Počet diváků: 13 293 Rozhodčí: Vaidas Mažeika, Mindaugas Gatelis |
| 16. ledna 2024 20:30 | Gómez 8   | (15–17) | Bilyk 8  | SAP Arena, Mannheim Počet diváků: 13 293 Rozhodčí: Vaidas Mažeika, Mindaugas Gatelis |
| 16. ledna 2024 20:30 | 4× 1×     | Report  | 4× 1×    | SAP Arena, Mannheim Počet diváků: 13 293 Rozhodčí: Vaidas Mažeika, Mindaugas Gatelis |

### Skupina C
| Poř. | tým        | Z | V | R | P | VB | OB | +/− | B | výsledek                        |
| ---- | ---------- | - | - | - | - | -- | -- | --- | - | ------------------------------- |
| 1.   | Maďarsko   | 3 | 3 | 0 | 0 | 87 | 76 | +11 | 6 | postup do čtvrtfinálové skupiny |
| 2.   | Island     | 3 | 1 | 1 | 1 | 83 | 90 | -7  | 3 | postup do čtvrtfinálové skupiny |
| 3.   | Černá Hora | 3 | 1 | 0 | 2 | 84 | 86 | -2  | 2 |                                 |
| 4.   | Srbsko     | 3 | 0 | 1 | 2 | 83 | 85 | -2  | 1 |                                 |

| 12. ledna 2024 18:00 | Island    | 27–27   | Srbsko       | Olympiahalle, Mnichov Počet diváků: 12 128 Rozhodčí: Daniel Martins, Roberto Martins |
| 12. ledna 2024 18:00 | Elísson 7 | (11–10) | Pechmalbec 5 | Olympiahalle, Mnichov Počet diváků: 12 128 Rozhodčí: Daniel Martins, Roberto Martins |
| 12. ledna 2024 18:00 | 1×        | Report  | 5× 1×        | Olympiahalle, Mnichov Počet diváků: 12 128 Rozhodčí: Daniel Martins, Roberto Martins |

| 12. ledna 2024 20:30 | Maďarsko  | 26–24   | Černá Hora            | Olympiahalle, Mnichov Počet diváků: 12 128 Rozhodčí: Igor Covalciuc, Alexei Covalciuc |
| 12. ledna 2024 20:30 | Bánhidi 6 | (14–14) | Borozan, Dragašević 6 | Olympiahalle, Mnichov Počet diváků: 12 128 Rozhodčí: Igor Covalciuc, Alexei Covalciuc |
| 12. ledna 2024 20:30 | 7×        | Report  | 7× 1×                 | Olympiahalle, Mnichov Počet diváků: 12 128 Rozhodčí: Igor Covalciuc, Alexei Covalciuc |

| 14. ledna 2024 18:00 | Černá Hora | 30–31   | Island      | Olympiahalle, Mnichov Počet diváků: 12 128 Rozhodčí: Vaidas Mažeika, Mindaugas Gatelis |
| 14. ledna 2024 18:00 | Borozan 5  | (15–17) | Magnússon 7 | Olympiahalle, Mnichov Počet diváků: 12 128 Rozhodčí: Vaidas Mažeika, Mindaugas Gatelis |
| 14. ledna 2024 18:00 | 6× 1×      | Report  | 4×          | Olympiahalle, Mnichov Počet diváků: 12 128 Rozhodčí: Vaidas Mažeika, Mindaugas Gatelis |

| 14. ledna 2024 20:30 | Srbsko              | 27–28   | Maďarsko  | Olympiahalle, Mnichov Počet diváků: 12 128 Rozhodčí: Lars Jørum, Håvard Kleven |
| 14. ledna 2024 20:30 | N. Ilić, Vorkapić 5 | (13–14) | Bánhidi 9 | Olympiahalle, Mnichov Počet diváků: 12 128 Rozhodčí: Lars Jørum, Håvard Kleven |
| 14. ledna 2024 20:30 | 6×                  | Report  | 4×        | Olympiahalle, Mnichov Počet diváků: 12 128 Rozhodčí: Lars Jørum, Håvard Kleven |

| 16. ledna 2024 18:00 | Srbsko  | 29–30   | Černá Hora   | Olympiahalle, Mnichov Počet diváků: 12 128 Rozhodčí: Mirza Kurtagic, Mattias Wetterwik |
| 16. ledna 2024 18:00 | Kukić 7 | (14–15) | B. Vujović 8 | Olympiahalle, Mnichov Počet diváků: 12 128 Rozhodčí: Mirza Kurtagic, Mattias Wetterwik |
| 16. ledna 2024 18:00 | 4×      | Report  | 4× 1×        | Olympiahalle, Mnichov Počet diváků: 12 128 Rozhodčí: Mirza Kurtagic, Mattias Wetterwik |

| 16. ledna 2024 20:30 | Island            | 25–33   | Maďarsko        | Olympiahalle, Mnichov Počet diváků: 12 128 Rozhodčí: Bojan Lah, David Sok |
| 16. ledna 2024 20:30 | V. Kristjánsson 8 | (13–15) | Hanusz, Szita 5 | Olympiahalle, Mnichov Počet diváků: 12 128 Rozhodčí: Bojan Lah, David Sok |
| 16. ledna 2024 20:30 | 4×                | Report  | 5× 1×           | Olympiahalle, Mnichov Počet diváků: 12 128 Rozhodčí: Bojan Lah, David Sok |

### Skupina D
| Poř. | tým             | Z | V | R | P | VB | OB | +/− | B | výsledek                        |
| ---- | --------------- | - | - | - | - | -- | -- | --- | - | ------------------------------- |
| 1.   | Slovinsko       | 3 | 3 | 0 | 0 | 92 | 81 | +11 | 6 | postup do čtvrtfinálové skupiny |
| 2.   | Norsko          | 3 | 1 | 1 | 1 | 85 | 75 | +10 | 3 | postup do čtvrtfinálové skupiny |
| 3.   | Polsko          | 3 | 1 | 0 | 2 | 78 | 92 | -14 | 2 |                                 |
| 4.   | Faerské ostrovy | 3 | 0 | 1 | 2 | 83 | 90 | -7  | 1 |                                 |

| 11. ledna 2024 18:00 | Slovinsko | 32–29   | Faerské ostrovy                   | Mercedes-Benz Arena, Berlín Počet diváků: 11 625 Rozhodčí: Robert Schulze, Tobias Tönnies |
| 11. ledna 2024 18:00 | Vlah 8    | (13–13) | Ellefsen á Skipagøtu, Av Teigum 9 | Mercedes-Benz Arena, Berlín Počet diváků: 11 625 Rozhodčí: Robert Schulze, Tobias Tönnies |
| 11. ledna 2024 18:00 | 5× 2×     | Report  | 3× 1×                             | Mercedes-Benz Arena, Berlín Počet diváků: 11 625 Rozhodčí: Robert Schulze, Tobias Tönnies |

| 11. ledna 2024 20:30 | Norsko    | 32–21   | Polsko  | Mercedes-Benz Arena, Berlín Počet diváků: 11 625 Rozhodčí: Ivan Pavićević, Miloš Ražnatović |
| 11. ledna 2024 20:30 | Sagosen 6 | (15–10) | Sićko 5 | Mercedes-Benz Arena, Berlín Počet diváků: 11 625 Rozhodčí: Ivan Pavićević, Miloš Ražnatović |
| 11. ledna 2024 20:30 | 1×        | Report  | 4× 1×   | Mercedes-Benz Arena, Berlín Počet diváků: 11 625 Rozhodčí: Ivan Pavićević, Miloš Ražnatović |

| 13. ledna 2024 18:00 | Polsko      | 25–32   | Slovinsko | Mercedes-Benz Arena, Berlín Počet diváků: 13 571 Rozhodčí: Slave Nikolov, Gjorgji Nachevski |
| 13. ledna 2024 18:00 | tři hráči 4 | (14–20) | Marguč 6  | Mercedes-Benz Arena, Berlín Počet diváků: 13 571 Rozhodčí: Slave Nikolov, Gjorgji Nachevski |
| 13. ledna 2024 18:00 | 1×          | Report  | 3× 1×     | Mercedes-Benz Arena, Berlín Počet diváků: 13 571 Rozhodčí: Slave Nikolov, Gjorgji Nachevski |

| 13. ledna 2024 20:30 | Faerské ostrovy                   | 26–26   | Norsko  | Mercedes-Benz Arena, Berlín Počet diváků: 13 571 Rozhodčí: Arthur Brunner, Morad Salah |
| 13. ledna 2024 20:30 | Ellefsen á Skipagøtu, Rasmussen 5 | (12–13) | Blonz 8 | Mercedes-Benz Arena, Berlín Počet diváků: 13 571 Rozhodčí: Arthur Brunner, Morad Salah |
| 13. ledna 2024 20:30 | 6× 2×                             | Report  | 5× 1×   | Mercedes-Benz Arena, Berlín Počet diváků: 13 571 Rozhodčí: Arthur Brunner, Morad Salah |

| 15. ledna 2024 18:00 | Polsko   | 32–28   | Faerské ostrovy | Mercedes-Benz Arena, Berlín Počet diváků: 13 321 Rozhodčí: Andreu Marín, Ignacio García |
| 15. ledna 2024 18:00 | Sićko 10 | (15–15) | Av Teigum 10    | Mercedes-Benz Arena, Berlín Počet diváků: 13 321 Rozhodčí: Andreu Marín, Ignacio García |
| 15. ledna 2024 18:00 | 7× 2×    | Report  | 5×              | Mercedes-Benz Arena, Berlín Počet diváků: 13 321 Rozhodčí: Andreu Marín, Ignacio García |

| 15. ledna 2024 20:30 | Norsko    | 27–28   | Slovinsko | Mercedes-Benz Arena, Berlín Počet diváků: 13 336 Rozhodčí: Charlotte Bonaventura, Julie Bonaventura |
| 15. ledna 2024 20:30 | Sagosen 6 | (17–17) | Vlah 7    | Mercedes-Benz Arena, Berlín Počet diváků: 13 336 Rozhodčí: Charlotte Bonaventura, Julie Bonaventura |
| 15. ledna 2024 20:30 | 3×        | Report  | 9× 2×     | Mercedes-Benz Arena, Berlín Počet diváků: 13 336 Rozhodčí: Charlotte Bonaventura, Julie Bonaventura |

### Skupina E
| Poř. | tým                 | Z | V | R | P | VB  | OB | +/− | B | výsledek                        |
| ---- | ------------------- | - | - | - | - | --- | -- | --- | - | ------------------------------- |
| 1.   | Švédsko             | 3 | 3 | 0 | 0 | 100 | 74 | +26 | 6 | postup do čtvrtfinálové skupiny |
| 2.   | Nizozemsko          | 3 | 2 | 0 | 1 | 98  | 78 | +20 | 4 | postup do čtvrtfinálové skupiny |
| 3.   | Gruzie              | 3 | 1 | 0 | 2 | 77  | 95 | -18 | 2 |                                 |
| 4.   | Bosna a Hercegovina | 3 | 0 | 0 | 3 | 59  | 87 | -28 | 0 |                                 |

| 11. ledna 2024 18:00 | Nizozemsko           | 34–29   | Gruzie          | SAP Arena, Mannheim Počet diváků: 10 878 Rozhodčí: Andreu Marín, Ignacio García |
| 11. ledna 2024 18:00 | Baijens, ten Velde 6 | (19–12) | Tskhovrebadze 9 | SAP Arena, Mannheim Počet diváků: 10 878 Rozhodčí: Andreu Marín, Ignacio García |
| 11. ledna 2024 18:00 | 5× 1×                | Report  | 4×              | SAP Arena, Mannheim Počet diváků: 10 878 Rozhodčí: Andreu Marín, Ignacio García |

| 11. ledna 2024 20:30 | Švédsko | 29–20  | Bosna a Hercegovina | SAP Arena, Mannheim Počet diváků: 10 903 Rozhodčí: Maike Merz, Tanja Kuttler |
| 11. ledna 2024 20:30 | Wanne 9 | (14–7) | Faljić 4            | SAP Arena, Mannheim Počet diváků: 10 903 Rozhodčí: Maike Merz, Tanja Kuttler |
| 11. ledna 2024 20:30 | 2×      | Report | 1×                  | SAP Arena, Mannheim Počet diváků: 10 903 Rozhodčí: Maike Merz, Tanja Kuttler |

| 13. ledna 2024 18:00 | Bosna a Hercegovina | 20–36  | Nizozemsko  | SAP Arena, Mannheim Počet diváků: 13 293 Rozhodčí: Jónas Elíasson, Anton Pálsson |
| 13. ledna 2024 18:00 | Davidović 4         | (7–17) | ten Velde 9 | SAP Arena, Mannheim Počet diváků: 13 293 Rozhodčí: Jónas Elíasson, Anton Pálsson |
| 13. ledna 2024 18:00 | 6×                  | Report | 4× 1×       | SAP Arena, Mannheim Počet diváků: 13 293 Rozhodčí: Jónas Elíasson, Anton Pálsson |

| 13. ledna 2024 20:30 | Gruzie         | 26–42  | Švédsko    | SAP Arena, Mannheim Počet diváků: 13 293 Rozhodčí: Ivan Pavićević, Miloš Ražnatović |
| 13. ledna 2024 20:30 | Arsenashvili 6 | (9–23) | Karlsson 7 | SAP Arena, Mannheim Počet diváků: 13 293 Rozhodčí: Ivan Pavićević, Miloš Ražnatović |
| 13. ledna 2024 20:30 | 2×             | Report | 2×         | SAP Arena, Mannheim Počet diváků: 13 293 Rozhodčí: Ivan Pavićević, Miloš Ražnatović |

| 15. ledna 2024 18:00 | Bosna a Hercegovina | 19–22  | Gruzie          | SAP Arena, Mannheim Počet diváků: 13 196 Rozhodčí: Karim Gasmi, Raouf Gasmi |
| 15. ledna 2024 18:00 | Panić 7             | (9–9)  | Tskhovrebadze 7 | SAP Arena, Mannheim Počet diváků: 13 196 Rozhodčí: Karim Gasmi, Raouf Gasmi |
| 15. ledna 2024 18:00 | 2× 1×               | Report | 1×              | SAP Arena, Mannheim Počet diváků: 13 196 Rozhodčí: Karim Gasmi, Raouf Gasmi |

| 15. ledna 2024 20:30 | Švédsko        | 29–28   | Nizozemsko | SAP Arena, Mannheim Počet diváků: 13 203 Rozhodčí: Slave Nikolov, Gjorgji Nachevski |
| 15. ledna 2024 20:30 | Claar, Wanne 5 | (15–15) | Steins 6   | SAP Arena, Mannheim Počet diváků: 13 203 Rozhodčí: Slave Nikolov, Gjorgji Nachevski |
| 15. ledna 2024 20:30 | 4×             | Report  | 2× 1×      | SAP Arena, Mannheim Počet diváků: 13 203 Rozhodčí: Slave Nikolov, Gjorgji Nachevski |

### Skupina F
| Poř. | tým         | Z | V | R | P | VB  | OB  | +/− | B | výsledek                        |
| ---- | ----------- | - | - | - | - | --- | --- | --- | - | ------------------------------- |
| 1.   | Dánsko      | 3 | 3 | 0 | 0 | 100 | 69  | +31 | 6 | postup do čtvrtfinálové skupiny |
| 2.   | Portugalsko | 3 | 2 | 0 | 1 | 88  | 88  | 0   | 4 | postup do čtvrtfinálové skupiny |
| 3.   | Česko       | 3 | 1 | 0 | 2 | 70  | 73  | -3  | 2 |                                 |
| 4.   | Řecko       | 3 | 0 | 0 | 3 | 72  | 100 | -28 | 0 |                                 |

| 11. ledna 2024 18:00 | Portugalsko | 31–24   | Řecko       | Olympiahalle, Mnichov Počet diváků: 11 607 Rozhodčí: Charlotte Bonaventura, Julie Bonaventura |
| 11. ledna 2024 18:00 | F. Costa 6  | (18–14) | tři hráči 5 | Olympiahalle, Mnichov Počet diváků: 11 607 Rozhodčí: Charlotte Bonaventura, Julie Bonaventura |
| 11. ledna 2024 18:00 | 2×          | Report  | 2× 1×       | Olympiahalle, Mnichov Počet diváků: 11 607 Rozhodčí: Charlotte Bonaventura, Julie Bonaventura |

| 11. ledna 2024 20:30 | Dánsko   | 23–14  | Česko    | Olympiahalle, Mnichov Počet diváků: 11 615 Rozhodčí: Karim Gasmi, Raouf Gasmi |
| 11. ledna 2024 20:30 | Hansen 5 | (9–9)  | Patzel 4 | Olympiahalle, Mnichov Počet diváků: 11 615 Rozhodčí: Karim Gasmi, Raouf Gasmi |
| 11. ledna 2024 20:30 | 3× 1×    | Report | 3×       | Olympiahalle, Mnichov Počet diváků: 11 615 Rozhodčí: Karim Gasmi, Raouf Gasmi |

| 13. ledna 2024 18:00 | Česko   | 27–30  | Portugalsko | Olympiahalle, Mnichov Počet diváků: 12 128 Rozhodčí: Robert Schulze, Tobias Tönnies |
| 13. ledna 2024 18:00 | Klíma 8 | (7–13) | M. Costa 11 | Olympiahalle, Mnichov Počet diváků: 12 128 Rozhodčí: Robert Schulze, Tobias Tönnies |
| 13. ledna 2024 18:00 | 2× 1×   | Report | 7×          | Olympiahalle, Mnichov Počet diváků: 12 128 Rozhodčí: Robert Schulze, Tobias Tönnies |

| 13. ledna 2024 20:30 | Řecko             | 28–40   | Dánsko      | Olympiahalle, Mnichov Počet diváků: 12 128 Rozhodčí: Maike Merz, Tanja Kuttler |
| 13. ledna 2024 20:30 | Boskos, Kederis 4 | (13–20) | Damgaard 10 | Olympiahalle, Mnichov Počet diváků: 12 128 Rozhodčí: Maike Merz, Tanja Kuttler |
| 13. ledna 2024 20:30 | 5×                | Report  | 2×          | Olympiahalle, Mnichov Počet diváků: 12 128 Rozhodčí: Maike Merz, Tanja Kuttler |

| 15. ledna 2024 18:00 | Česko    | 29–20  | Řecko     | Olympiahalle, Mnichov Počet diváků: 12 128 Rozhodčí: Jónas Elíasson, Anton Pálsson |
| 15. ledna 2024 18:00 | Štěrba 7 | (15–8) | Kederis 5 | Olympiahalle, Mnichov Počet diváků: 12 128 Rozhodčí: Jónas Elíasson, Anton Pálsson |
| 15. ledna 2024 18:00 | 4× 1×    | Report | 5×        | Olympiahalle, Mnichov Počet diváků: 12 128 Rozhodčí: Jónas Elíasson, Anton Pálsson |

| 15. ledna 2024 20:30 | Dánsko    | 37–27   | Portugalsko | Olympiahalle, Mnichov Počet diváků: 12 128 Rozhodčí: Arthur Brunner, Morad Salah |
| 15. ledna 2024 20:30 | Gidsel 11 | (17–15) | M. Costa 9  | Olympiahalle, Mnichov Počet diváků: 12 128 Rozhodčí: Arthur Brunner, Morad Salah |
| 15. ledna 2024 20:30 | 2× 1×     | Report  | 5× 1×       | Olympiahalle, Mnichov Počet diváků: 12 128 Rozhodčí: Arthur Brunner, Morad Salah |

## Čtvrtfinálové skupiny
Body a branky získané v základní skupině proti postupujícím týmům byly přeneseny do čtvrtfinálových skupin.

### Skupina I
| Poř. | tým        | Z | V | R | P | VB  | OB  | +/− | B  | výsledek   |
| ---- | ---------- | - | - | - | - | --- | --- | --- | -- | ---------- |
| 1.   | Francie    | 5 | 5 | 0 | 0 | 174 | 154 | +20 | 10 | Semifinále |
| 2.   | Německo    | 5 | 2 | 1 | 2 | 137 | 137 | 0   | 5  | Semifinále |
| 3.   | Maďarsko   | 5 | 2 | 0 | 3 | 151 | 151 | 0   | 4  | O 5. místo |
| 4.   | Rakousko   | 5 | 1 | 2 | 2 | 132 | 138 | -6  | 4  |            |
| 5.   | Island     | 5 | 2 | 0 | 3 | 142 | 152 | -10 | 4  |            |
| 6.   | Chorvatsko | 5 | 1 | 1 | 3 | 146 | 150 | -4  | 3  |            |

| 18. ledna 2024 15:30 | Maďarsko      | 29–30   | Rakousko | Lanxess Arena, Kolín nad Rýnem Počet diváků: 19 750 Rozhodčí: Daniel Martins, Roberto Martins |
| 18. ledna 2024 15:30 | čtyři hráči 4 | (17–17) | Bilyk 8  | Lanxess Arena, Kolín nad Rýnem Počet diváků: 19 750 Rozhodčí: Daniel Martins, Roberto Martins |
| 18. ledna 2024 15:30 | 2×            | Report  | 4× 1×    | Lanxess Arena, Kolín nad Rýnem Počet diváků: 19 750 Rozhodčí: Daniel Martins, Roberto Martins |

| 18. ledna 2024 18:00 | Francie | 34–32   | Chorvatsko | Lanxess Arena, Kolín nad Rýnem Počet diváků: 19 750 Rozhodčí: Lars Jørum, Håvard Kleven |
| 18. ledna 2024 18:00 | Mem 6   | (18–18) | Srna 6     | Lanxess Arena, Kolín nad Rýnem Počet diváků: 19 750 Rozhodčí: Lars Jørum, Håvard Kleven |
| 18. ledna 2024 18:00 | 5× 1×   | Report  | 5× 1×      | Lanxess Arena, Kolín nad Rýnem Počet diváků: 19 750 Rozhodčí: Lars Jørum, Håvard Kleven |

| 18. ledna 2024 20:30 | Německo | 26–24   | Island     | Lanxess Arena, Kolín nad Rýnem Počet diváků: 19 750 Rozhodčí: Slave Nikolov, Gjorgji Nachevski |
| 18. ledna 2024 20:30 | Knorr 6 | (11–10) | Smárason 6 | Lanxess Arena, Kolín nad Rýnem Počet diváků: 19 750 Rozhodčí: Slave Nikolov, Gjorgji Nachevski |
| 18. ledna 2024 20:30 | 2× 1×   | Report  | 2×         | Lanxess Arena, Kolín nad Rýnem Počet diváků: 19 750 Rozhodčí: Slave Nikolov, Gjorgji Nachevski |

| 20. ledna 2024 15:30 | Francie                | 39–32   | Island      | Lanxess Arena, Kolín nad Rýnem Počet diváků: 19 750 Rozhodčí: Jesper Madsen, Mads Hansen |
| 20. ledna 2024 15:30 | Fabregas, Richardson 6 | (17–14) | tři hráči 6 | Lanxess Arena, Kolín nad Rýnem Počet diváků: 19 750 Rozhodčí: Jesper Madsen, Mads Hansen |
| 20. ledna 2024 15:30 | 4×                     | Report  | 3× 1×       | Lanxess Arena, Kolín nad Rýnem Počet diváků: 19 750 Rozhodčí: Jesper Madsen, Mads Hansen |

| 20. ledna 2024 18:00 | Maďarsko | 29–26   | Chorvatsko      | Lanxess Arena, Kolín nad Rýnem Počet diváků: 19 750 Rozhodčí: Bojan Lah, David Sok |
| 20. ledna 2024 18:00 | Imre 7   | (14–13) | Glavaš, Lučin 5 | Lanxess Arena, Kolín nad Rýnem Počet diváků: 19 750 Rozhodčí: Bojan Lah, David Sok |
| 20. ledna 2024 18:00 | 4× 3×    | Report  | 6× 1×           | Lanxess Arena, Kolín nad Rýnem Počet diváků: 19 750 Rozhodčí: Bojan Lah, David Sok |

| 20. ledna 2024 20:30 | Německo | 22–22   | Rakousko | Lanxess Arena, Kolín nad Rýnem Počet diváků: 19 750 Rozhodčí: Mirza Kurtagic, Mattias Wetterwik |
| 20. ledna 2024 20:30 | Knorr 6 | (11–12) | Bilyk 5  | Lanxess Arena, Kolín nad Rýnem Počet diváků: 19 750 Rozhodčí: Mirza Kurtagic, Mattias Wetterwik |
| 20. ledna 2024 20:30 | 3× 1×   | Report  | 3× 1×    | Lanxess Arena, Kolín nad Rýnem Počet diváků: 19 750 Rozhodčí: Mirza Kurtagic, Mattias Wetterwik |

| 22. ledna 2024 15:30 | Chorvatsko | 30–35   | Island    | Lanxess Arena, Kolín nad Rýnem Počet diváků: 19 750 Rozhodčí: Daniel Martins, Roberto Martins |
| 22. ledna 2024 15:30 | Jelinić 6  | (18–16) | Elísson 8 | Lanxess Arena, Kolín nad Rýnem Počet diváků: 19 750 Rozhodčí: Daniel Martins, Roberto Martins |
| 22. ledna 2024 15:30 | 5×         | Report  | 1×        | Lanxess Arena, Kolín nad Rýnem Počet diváků: 19 750 Rozhodčí: Daniel Martins, Roberto Martins |

| 22. ledna 2024 18:00 | Francie         | 33–28   | Rakousko         | Lanxess Arena, Kolín nad Rýnem Počet diváků: 19 750 Rozhodčí: Václav Horáček, Jiří Novotný |
| 22. ledna 2024 18:00 | Fabregas, Mem 7 | (15–16) | Bilyk, Hutecek 6 | Lanxess Arena, Kolín nad Rýnem Počet diváků: 19 750 Rozhodčí: Václav Horáček, Jiří Novotný |
| 22. ledna 2024 18:00 | 2×              | Report  | 4×               | Lanxess Arena, Kolín nad Rýnem Počet diváků: 19 750 Rozhodčí: Václav Horáček, Jiří Novotný |

| 22. ledna 2024 20:30 | Německo  | 35–28   | Maďarsko        | Lanxess Arena, Kolín nad Rýnem Počet diváků: 19 750 Rozhodčí: Lars Jørum, Håvard Kleven |
| 22. ledna 2024 20:30 | Köster 8 | (18–17) | Ancsin, Rosta 6 | Lanxess Arena, Kolín nad Rýnem Počet diváků: 19 750 Rozhodčí: Lars Jørum, Håvard Kleven |
| 22. ledna 2024 20:30 | 3×       | Report  | 1×              | Lanxess Arena, Kolín nad Rýnem Počet diváků: 19 750 Rozhodčí: Lars Jørum, Håvard Kleven |

| 24. ledna 2024 15:30 | Rakousko | 24–26  | Island       | Lanxess Arena, Kolín nad Rýnem Počet diváků: 19 750 Rozhodčí: Ivan Pavićević, Miloš Ražnatović |
| 24. ledna 2024 15:30 | Wagner 7 | (8–14) | Guðjónsson 8 | Lanxess Arena, Kolín nad Rýnem Počet diváků: 19 750 Rozhodčí: Ivan Pavićević, Miloš Ražnatović |
| 24. ledna 2024 15:30 | 3×       | Report | 4× 1×        | Lanxess Arena, Kolín nad Rýnem Počet diváků: 19 750 Rozhodčí: Ivan Pavićević, Miloš Ražnatović |

| 24. ledna 2024 18:00 | Francie  | 35–32   | Maďarsko         | Lanxess Arena, Kolín nad Rýnem Počet diváků: 19 750 Rozhodčí: Bojan Lah, David Sok |
| 24. ledna 2024 18:00 | Remili 7 | (20–18) | Bánhidi, Rosta 5 | Lanxess Arena, Kolín nad Rýnem Počet diváků: 19 750 Rozhodčí: Bojan Lah, David Sok |
| 24. ledna 2024 18:00 | 3× 1×    | Report  | 3×               | Lanxess Arena, Kolín nad Rýnem Počet diváků: 19 750 Rozhodčí: Bojan Lah, David Sok |

| 24. ledna 2024 20:30 | Německo          | 24–30   | Chorvatsko | Lanxess Arena, Kolín nad Rýnem Počet diváků: 19 750 Rozhodčí: Andreu Marín, Ignacio García |
| 24. ledna 2024 20:30 | Golla, Heymann 4 | (14–13) | Karačić 6  | Lanxess Arena, Kolín nad Rýnem Počet diváků: 19 750 Rozhodčí: Andreu Marín, Ignacio García |
| 24. ledna 2024 20:30 | 2× 1×            | Report  | 3×         | Lanxess Arena, Kolín nad Rýnem Počet diváků: 19 750 Rozhodčí: Andreu Marín, Ignacio García |

### Skupina II
| Poř. | tým         | Z | V | R | P | VB  | OB  | +/− | B | výsledek   |
| ---- | ----------- | - | - | - | - | --- | --- | --- | - | ---------- |
| 1.   | Dánsko      | 5 | 4 | 0 | 1 | 158 | 132 | +26 | 8 | Semifinále |
| 2.   | Švédsko     | 5 | 3 | 0 | 2 | 147 | 144 | +3  | 6 | Semifinále |
| 3.   | Slovinsko   | 5 | 3 | 0 | 2 | 145 | 147 | -2  | 6 | O 5. místo |
| 4.   | Portugalsko | 5 | 2 | 1 | 2 | 163 | 172 | -9  | 5 |            |
| 5.   | Norsko      | 5 | 2 | 0 | 3 | 150 | 149 | +1  | 4 |            |
| 6.   | Nizozemsko  | 5 | 0 | 1 | 4 | 154 | 173 | -19 | 1 |            |

| 17. ledna 2024 15:30 | Norsko  | 32–37   | Portugalsko | Barclays Arena, Hamburk Počet diváků: 8 707 Rozhodčí: Robert Schulze, Tobias Tönnies |
| 17. ledna 2024 15:30 | Blonz 7 | (15–18) | Portela 8   | Barclays Arena, Hamburk Počet diváků: 8 707 Rozhodčí: Robert Schulze, Tobias Tönnies |
| 17. ledna 2024 15:30 | 2×      | Report  | 2×          | Barclays Arena, Hamburk Počet diváků: 8 707 Rozhodčí: Robert Schulze, Tobias Tönnies |

| 17. ledna 2024 18:00 | Dánsko   | 39–27   | Nizozemsko  | Barclays Arena, Hamburk Počet diváků: 9 568 Rozhodčí: Charlotte Bonaventura, Julie Bonaventura |
| 17. ledna 2024 18:00 | Gidsel 9 | (18–17) | ten Velde 8 | Barclays Arena, Hamburk Počet diváků: 9 568 Rozhodčí: Charlotte Bonaventura, Julie Bonaventura |
| 17. ledna 2024 18:00 | 1×       | Report  | 6×          | Barclays Arena, Hamburk Počet diváků: 9 568 Rozhodčí: Charlotte Bonaventura, Julie Bonaventura |

| 17. ledna 2024 20:30 | Slovinsko | 22–28  | Švédsko  | Barclays Arena, Hamburk Počet diváků: 9 933 Rozhodčí: Andreu Marín, Ignacio García |
| 17. ledna 2024 20:30 | Vlah 7    | (7–11) | Pellas 8 | Barclays Arena, Hamburk Počet diváků: 9 933 Rozhodčí: Andreu Marín, Ignacio García |
| 17. ledna 2024 20:30 | 2×        | Report | 3× 1×    | Barclays Arena, Hamburk Počet diváků: 9 933 Rozhodčí: Andreu Marín, Ignacio García |

| 19. ledna 2024 15:30 | Slovinsko   | 30–33   | Portugalsko | Barclays Arena, Hamburk Počet diváků: 13 376 Rozhodčí: Charlotte Bonaventura, Julie Bonaventura |
| 19. ledna 2024 15:30 | Mačkovšek 7 | (17–18) | M. Costa 11 | Barclays Arena, Hamburk Počet diváků: 13 376 Rozhodčí: Charlotte Bonaventura, Julie Bonaventura |
| 19. ledna 2024 15:30 | 3× 1×       | Report  | 2×          | Barclays Arena, Hamburk Počet diváků: 13 376 Rozhodčí: Charlotte Bonaventura, Julie Bonaventura |

| 19. ledna 2024 18:00 | Norsko        | 35–32   | Nizozemsko  | Barclays Arena, Hamburk Počet diváků: 13 376 Rozhodčí: Ivan Pavićević, Miloš Ražnatović |
| 19. ledna 2024 18:00 | čtyři hráči 6 | (16–18) | ten Velde 8 | Barclays Arena, Hamburk Počet diváků: 13 376 Rozhodčí: Ivan Pavićević, Miloš Ražnatović |
| 19. ledna 2024 18:00 | 4×            | Report  | 3×          | Barclays Arena, Hamburk Počet diváků: 13 376 Rozhodčí: Ivan Pavićević, Miloš Ražnatović |

| 19. ledna 2024 20:30 | Dánsko    | 28–27   | Švédsko | Barclays Arena, Hamburk Počet diváků: 13 376 Rozhodčí: Václav Horáček, Jiří Novotný |
| 19. ledna 2024 20:30 | Gidsel 10 | (17–15) | Wanne 9 | Barclays Arena, Hamburk Počet diváků: 13 376 Rozhodčí: Václav Horáček, Jiří Novotný |
| 19. ledna 2024 20:30 | 4×        | Report  | 5×      | Barclays Arena, Hamburk Počet diváků: 13 376 Rozhodčí: Václav Horáček, Jiří Novotný |

| 21. ledna 2024 15:30 | Slovinsko   | 37–34   | Nizozemsko        | Barclays Arena, Hamburk Počet diváků: 13 376 Rozhodčí: Robert Schulze, Tobias Tönnies |
| 21. ledna 2024 15:30 | tři hráči 6 | (19–13) | N. Versteijnen 15 | Barclays Arena, Hamburk Počet diváků: 13 376 Rozhodčí: Robert Schulze, Tobias Tönnies |
| 21. ledna 2024 15:30 | 3×          | Report  | 2× 1×             | Barclays Arena, Hamburk Počet diváků: 13 376 Rozhodčí: Robert Schulze, Tobias Tönnies |

| 21. ledna 2024 18:00 | Švédsko   | 40–33   | Portugalsko | Barclays Arena, Hamburk Počet diváků: 13 376 Rozhodčí: Slave Nikolov, Gjorgji Nachevski |
| 21. ledna 2024 18:00 | Pellas 10 | (19–15) | M. Costa 8  | Barclays Arena, Hamburk Počet diváků: 13 376 Rozhodčí: Slave Nikolov, Gjorgji Nachevski |
| 21. ledna 2024 18:00 | 4×        | Report  | 2×          | Barclays Arena, Hamburk Počet diváků: 13 376 Rozhodčí: Slave Nikolov, Gjorgji Nachevski |

| 21. ledna 2024 20:30 | Norsko  | 23–29   | Dánsko      | Barclays Arena, Hamburk Počet diváků: 13 376 Rozhodčí: Andreu Marín, Ignacio García |
| 21. ledna 2024 20:30 | Blonz 5 | (11–18) | tři hráči 5 | Barclays Arena, Hamburk Počet diváků: 13 376 Rozhodčí: Andreu Marín, Ignacio García |
| 21. ledna 2024 20:30 | 1×      | Report  | 2×          | Barclays Arena, Hamburk Počet diváků: 13 376 Rozhodčí: Andreu Marín, Ignacio García |

| 23. ledna 2024 15:30 | Nizozemsko  | 33–33   | Portugalsko       | Barclays Arena, Hamburk Počet diváků: 8 868 Rozhodčí: Jesper Madsen, Mads Hansen |
| 23. ledna 2024 15:30 | ten Velde 7 | (17–15) | M. Costa, Frade 8 | Barclays Arena, Hamburk Počet diváků: 8 868 Rozhodčí: Jesper Madsen, Mads Hansen |
| 23. ledna 2024 15:30 | 2× 1×       | Report  | 2×                | Barclays Arena, Hamburk Počet diváků: 8 868 Rozhodčí: Jesper Madsen, Mads Hansen |

| 23. ledna 2024 18:00 | Slovinsko | 28–25   | Dánsko                  | Barclays Arena, Hamburk Počet diváků: 9 016 Rozhodčí: Mirza Kurtagic, Mattias Wetterwik |
| 23. ledna 2024 18:00 | Horžen 6  | (17–14) | Jørgensen, Kirkeløkke 6 | Barclays Arena, Hamburk Počet diváků: 9 016 Rozhodčí: Mirza Kurtagic, Mattias Wetterwik |
| 23. ledna 2024 18:00 | 3× 1×     | Report  | 2×                      | Barclays Arena, Hamburk Počet diváků: 9 016 Rozhodčí: Mirza Kurtagic, Mattias Wetterwik |

| 23. ledna 2024 20:30 | Norsko   | 33–23   | Švédsko   | Barclays Arena, Hamburk Počet diváků: 9 031 Rozhodčí: Charlotte Bonaventura, Julie Bonaventura |
| 23. ledna 2024 20:30 | Blonz 11 | (15–12) | Sandell 4 | Barclays Arena, Hamburk Počet diváků: 9 031 Rozhodčí: Charlotte Bonaventura, Julie Bonaventura |
| 23. ledna 2024 20:30 | 1×       | Report  | 6×        | Barclays Arena, Hamburk Počet diváků: 9 031 Rozhodčí: Charlotte Bonaventura, Julie Bonaventura |

## Vyřazovací fáze
|  | Semifinále | Semifinále       | Semifinále |  |  | Finále        | Finále           | Finále        |
|  |            |                  |            |  |  |               |                  |               |
|  |            | Francie (prodl.) | 34         |  |  |               |                  |               |
|  |            | Švédsko          | 30         |  |  |               |                  |               |
|  |            |                  |            |  |  |               | Francie (prodl.) | 33            |
|  |            |                  |            |  |  |               | Dánsko           | 31            |
|  |            | Německo          | 26         |  |  |               |                  |               |
|  |            | Dánsko           | 29         |  |  | O třetí místo | O třetí místo    | O třetí místo |
|  |            |                  |            |  |  |               | Švédsko          | 34            |
|  |            |                  |            |  |  |               | Německo          | 31            |

### Semifinále
| 26. ledna 2024 17:45 | Francie                | 34–30(PR) | Švédsko | Lanxess Arena, Kolín nad Rýnem Počet diváků: 19 750 Rozhodčí: Slave Nikolov, Gjorgji Nachevski |
| 26. ledna 2024 17:45 | Descat 8               | (17–11)   | Claar 9 | Lanxess Arena, Kolín nad Rýnem Počet diváků: 19 750 Rozhodčí: Slave Nikolov, Gjorgji Nachevski |
| 26. ledna 2024 17:45 | 4×                     | Report    | 1×      | Lanxess Arena, Kolín nad Rýnem Počet diváků: 19 750 Rozhodčí: Slave Nikolov, Gjorgji Nachevski |
| 26. ledna 2024 17:45 | ZČ: 27–27, Prodl.: 7–3 |           |         | Lanxess Arena, Kolín nad Rýnem Počet diváků: 19 750 Rozhodčí: Slave Nikolov, Gjorgji Nachevski |

| 26. ledna 2024 20:30 | Německo  | 26–29   | Dánsko      | Lanxess Arena, Kolín nad Rýnem Počet diváků: 19 750 Rozhodčí: Bojan Lah, David Sok |
| 26. ledna 2024 20:30 | Uscins 5 | (14–12) | tři hráči 5 | Lanxess Arena, Kolín nad Rýnem Počet diváků: 19 750 Rozhodčí: Bojan Lah, David Sok |
| 26. ledna 2024 20:30 | 3× 2×    | Report  | 4×          | Lanxess Arena, Kolín nad Rýnem Počet diváků: 19 750 Rozhodčí: Bojan Lah, David Sok |

### o 5. místo
| 26. ledna 2024 15:00 | Maďarsko         | 23–22   | Slovinsko   | Lanxess Arena, Kolín nad Rýnem Počet diváků: 19 750 Rozhodčí: Robert Schulze, Tobias Tönnies |
| 26. ledna 2024 15:00 | Bánhidi, Lékai 5 | (12–13) | tři hráči 4 | Lanxess Arena, Kolín nad Rýnem Počet diváků: 19 750 Rozhodčí: Robert Schulze, Tobias Tönnies |
| 26. ledna 2024 15:00 | 5× 1×            | Report  | 2×          | Lanxess Arena, Kolín nad Rýnem Počet diváků: 19 750 Rozhodčí: Robert Schulze, Tobias Tönnies |

### o 3. místo
| 28. ledna 2024 15:00 | Švédsko | 34–31   | Německo  | Lanxess Arena, Kolín nad Rýnem Počet diváků: 19 750 Rozhodčí: Ivan Pavićević, Miloš Ražnatović |
| 28. ledna 2024 15:00 | Claar 8 | (18–12) | Uščins 8 | Lanxess Arena, Kolín nad Rýnem Počet diváků: 19 750 Rozhodčí: Ivan Pavićević, Miloš Ražnatović |
| 28. ledna 2024 15:00 | 3×      | Report  |          | Lanxess Arena, Kolín nad Rýnem Počet diváků: 19 750 Rozhodčí: Ivan Pavićević, Miloš Ražnatović |

### Finále
| 28. ledna 2024 17:45 | Francie                | 33–31(PR) | Dánsko   | Lanxess Arena, Kolín nad Rýnem Počet diváků: 19 750 Rozhodčí: Andreu Marín, Ignacio García |
| 28. ledna 2024 17:45 | Fabregas 8             | (14–14)   | Hansen 9 | Lanxess Arena, Kolín nad Rýnem Počet diváků: 19 750 Rozhodčí: Andreu Marín, Ignacio García |
| 28. ledna 2024 17:45 | 4× 2×                  | Report    | 3× 1×    | Lanxess Arena, Kolín nad Rýnem Počet diváků: 19 750 Rozhodčí: Andreu Marín, Ignacio García |
| 28. ledna 2024 17:45 | ZČ: 27–27, Prodl.: 6–4 |           |          | Lanxess Arena, Kolín nad Rýnem Počet diváků: 19 750 Rozhodčí: Andreu Marín, Ignacio García |

## Konečné pořadí
| Zlatá medaile    | Francie             |
| Stříbrná medaile | Dánsko              |
| Bronzová medaile | Švédsko             |
| 4.               | Německo             |
| 5.               | Maďarsko            |
| 6.               | Slovinsko           |
| 7.               | Portugalsko         |
| 8.               | Rakousko            |
| 9.               | Norsko              |
| 10.              | Island              |
| 11.              | Chorvatsko          |
| 12.              | Nizozemsko          |
| 13.              | Španělsko           |
| 14.              | Černá Hora          |
| 15.              | Česko               |
| 16.              | Polsko              |
| 17.              | Severní Makedonie   |
| 18.              | Gruzie              |
| 19.              | Srbsko              |
| 20.              | Faerské ostrovy     |
| 21.              | Švýcarsko           |
| 22.              | Rumunsko            |
| 23.              | Řecko               |
| 24.              | Bosna a Hercegovina |